# 11-та окрема артилерійська бригада (Україна)
11-та гвардійська окрема Київська Червонопрапорна, ордена Богдана Хмельницького артилерійська бригада (11 ОАБр, в/ч А1769) — військове формування артилерійських військ Збройних сил України, що існувало у 1992—2013 роках. Бригада базувалась у м. Тернополі. Перебувала у складі 13-го армійського корпусу Сухопутний військ.
З початком війни на сході України у 2014 році на матеріальній базі колишньої бригади було створено 44-ту артилерійську бригаду.

## Історія
В 1992 році 897-й гвардійський гарматний артилерійський полк 26-ї артилерійської дивізії склав присягу на вірність Україні і увійшов до складу Збройних сил України.
11-та бригада була сформована 12 серпня 2004 року на базі 12-го артилерійського полку 1-ї тактичної групи артилерії та групи управління, командир — полковник Корнійчук Сергій Петрович.
Під час КШН «Артерія-2007» особовий склад 2-ї протитанкової артилерійської батареї на «відмінно» виконав стрільбу першим вітчизняним високоточним боєприпасом «Стугна».
В 2011 році в ході проведення навчання «Адекватне реагування-2011» 1-ша протитанкова артилерійська батарея бригади підсилювала батальйон 300-го окремого механізованого полку. За відмінне виконання вогневих завдань у цих дослідницьких маневрах підрозділ нагороджено відзнаками. За результатами навчального року, 11-та артилерійська бригада зайняла перше місце серед бригад 13-го армійського корпусу СВ ЗС України та стала переможцем Всеармійського конкурсу на кращу організацію фізичної підготовки і спортивно-масової роботи. До цього високого результату доклався кожен військовослужбовець військової частини.
31 грудня 2013 року бригада розформована. З 2015 року на території військової частини дислокувалася 44-та окрема артилерійська бригада.

## Командування
- (2004—2012) полковник Корнійчук Сергій Петрович[1]
- (2012—2013) полковник Лісовий Олег Петрович[4]

## Галерея

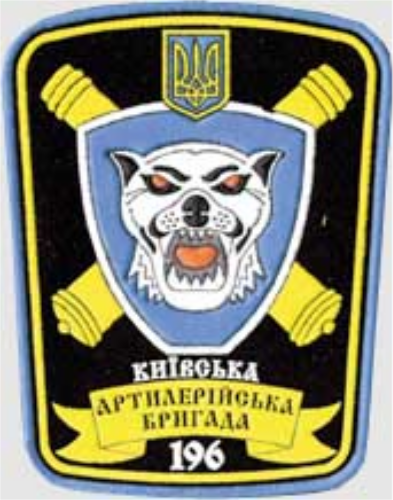
Нарукавний знак 196-ї артилерійської бригади